# Kazimieras Kuzminskas
Kazimieras Kuzminskas (ur. 7 marca 1947 w Jaskynė w rejonie radziwiliskim, zm. 2 maja 2023) – litewski lekarz, polityk i samorządowiec, poseł na Sejm.

## Życiorys
W 1948 wraz z rodzicami został deportowany do Kraju Krasnojarskiego. Na Litwę powrócił w 1957. W 1973 ukończył studia w Instytucie Medycznym w Kownie. Specjalizował się w zakresie chirurgii. Od 1976 pracował zawodowo w szpitalach w Kownie, m.in. jako zastępca ordynatora.
W 1992 z ramienia Litewskiej Partii Chrześcijańskich Demokratów został posłem na Sejm, mandat sprawował także w kolejnej kadencji do 2000. Bez powodzenia kandydował w kolejnych wyborach parlamentarnych. W 2003 wszedł do rady miasta Kowno, powołano go następnie na stanowisko zastępcy mera. Obie te funkcje utrzymał po kolejnych wyborach samorządowych z 2007.
W 2008 wraz z ugrupowaniem chadeków przystąpił do Związku Ojczyzny. Na skutek wyborów do Sejmu w tym samym roku powrócił do parlamentu, uzyskując mandat z listy partyjnej TS-LKD. W 2012 uzyskał reelekcję w okręgu jednomandatowym, pokonując Sauliusa Stomę. Nie kandydował w kolejnych wyborach w 2016.